# 호세 카냐스 루이스에레라
호세 카냐스 루이스에레라(스페인어: José Cañas Ruiz-Herrera, 1987년 5월 27일 ~ )는 스페인의 축구 선수이다.